# Pim Kiderlen

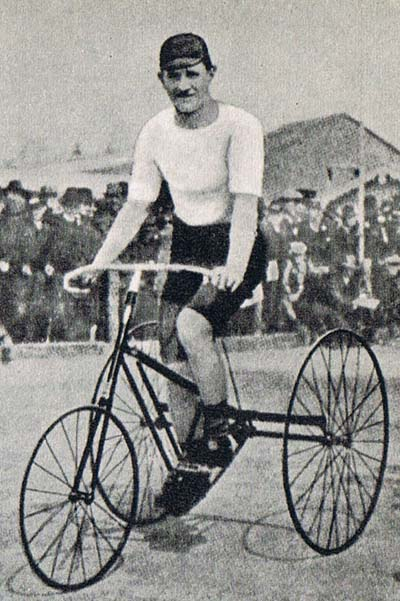
Pim Kiderlen in 1886

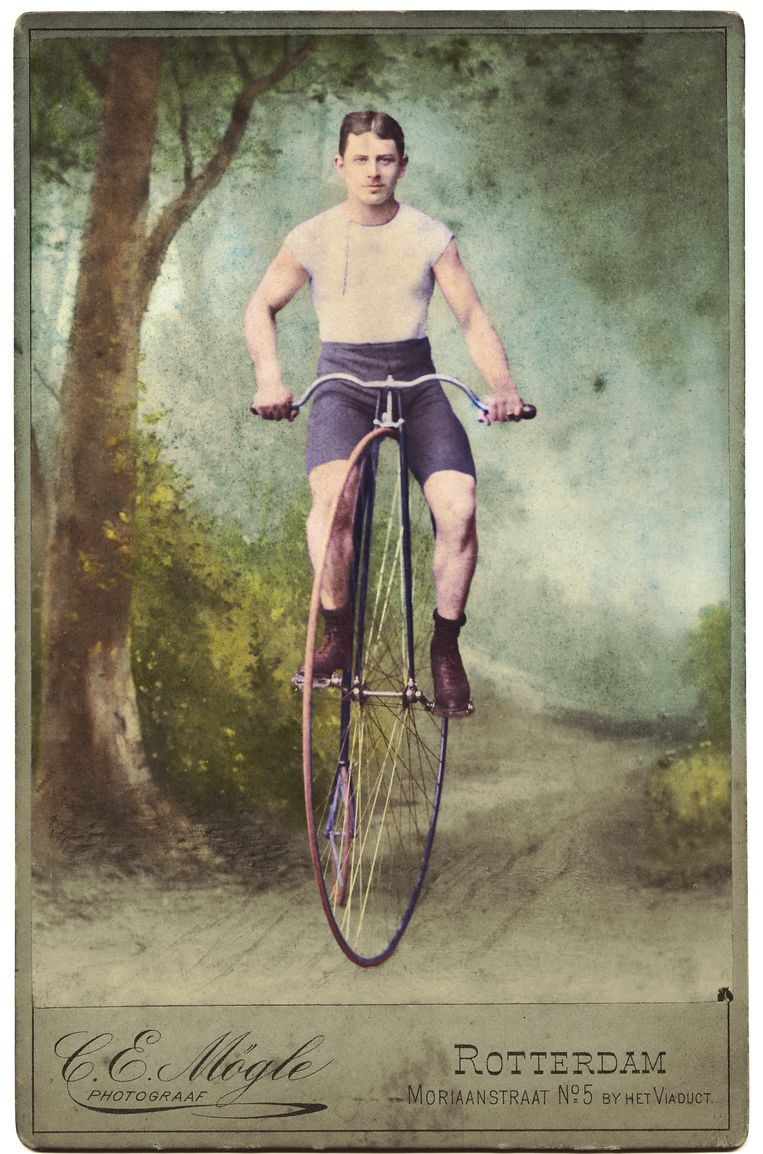
Pim Kiderlen op een hoge bi.

Antoine Emile (Pim) Kiderlen (Delfshaven, 18 januari 1868 – Leiden, 13 september 1931) was de eerste Nederlandse wielrenner die aansprekende internationale resultaten behaalde.
Hij reed in de beginjaren van de wielersport zowel wedstrijden op de hoge bi als op de driewieler. Op beide gevaarten werd hij tweemaal Europees kampioen. In 1886 won hij het Open Engelse kampioenschap. De Britten zelf beschouwden hun toernooi als een wereldkampioenschap. Als deze redenering gevolgd wordt, kan Kiderlen beschouwd worden als de eerste Nederlandse wereldkampioen wielrennen in de geschiedenis.
In Engeland werd hij "De Vliegende Hollander" genoemd. (Diezelfde bijnaam werd eerder ook gebruikt voor Albert der Kinderen (1858-1903), die van 1877 tot 1883 wielerwedstrijden in Engeland reed.)
Een van zijn bijzondere prestaties was een wedkamp met de stoomtrein tussen Delfshaven en Schiedam. De strijd eindigde met een gelijke aankomsttijd.
Zijn beroemdste prestatie leverde hij in 1885. Hij was een weddenschap aangegaan dat hij het traject Rotterdam-Leeuwarden binnen 24 uur zou kunnen rijden, een route waar men met andere vervoermiddelen 31 uur over deed. Op een hoge bi reed hij vervolgens in 22 uur en 35 minuten van Rotterdam naar Leeuwarden. Exclusief oponthoud leverde dit een tijd op van 16 uur en 46 minuten. Dit werd destijds gezien als een wereldrecord op de lange afstand. Hij was gewapend met een 'ploertendoder', een loden stok, om zich te verdedigen tegen struikrovers en tegenstanders van de fiets..
Een ander wereldrecord reed hij in 1886: over de 52 kilometer tussen Rotterdam en Utrecht deed hij 1 uur en 48 minuten, een gemiddelde snelheid van bijna 29 km/uur.
Kiderlen won in twee jaar tijd 42 wedstrijden en haalde 24 tweede prijzen. In 1888 kwam hij in botsing met een rijtuig en moest hij zijn wielercarrière door een knieblessure beëindigen.
In de aanloop naar de Ronde van Frankrijk 2015 reed Simon Groen op een hoge bi dezelfde rit van Rotterdam naar Leeuwarden die Kiderlen 130 jaar eerder reed. Groen deed het overigens in drie etappes en in drie dagen. In Leeuwarden werd hij onder andere verwelkomd door een achterkleinzoon van Kiderlen.
Eind 2019 verscheen het boek Wonderwielenaar: Hoe Pim Kiderlen als eerste Nederlandse kampioen van Rotterdam naar Leeuwarden fietste en het land in beweging bracht van de historicus en sportjournalist Erik van Lakerveld. Als eerbetoon aan Kiderlen fietste hij hetzelfde traject in omgekeerde richting.

## Erelijst
- 1886: 1e in EK Baan, 2 km, Berlijn
- 1886: 1e in EK Tricycle 5000m
- 1886: 1e in Londen, tandem (GBR)
- 1887: 1e in EK Baan, 5 km
- 1887: 1e in EK Tricycle 10 kmB